# Mustela putorius
El turón o turón europeo (Mustela putorius) es un pequeño carnívoro de la familia de los mustélidos, distribuido por una parte de Europa, el norte de África y Asia occidental. El turón fue domesticado en tiempos antiguos con el fin de cazar conejos para el hombre, dando como resultado al hurón (M. p. furo).

## Características físicas
Este animal posee un cuerpo alargado y flexible, con patas cortas, apto para moverse con rapidez por el fondo del bosque e introducirse dentro de las madrigueras de roedores y conejos, de los que se alimenta. La cabeza es pequeña, ancha y aplastada, y sus diminutas orejas redondeadas apenas sobresalen. La longitud de cabeza y cuerpo es de unos 30 a 50 cm, mientras que la cola (muy poblada) mide de 10 a 19 cm. Mientras que los machos pueden superar ligeramente el kilo de peso, las hembras alcanzan solo entre 650 y 850 gr. Estas disponen de ocho glándulas mamarias con las que amamantan a sus crías durante el periodo de lactancia.
El color del pelaje varía entre gris, marrón y amarillento en el dorso, siendo negro en patas y vientre. Un par de bandas blancas rodean los ojos, aislando un característico antifaz oscuro en torno a ellos. También son blanquecinos el hocico y el borde de las orejas. Poseen un total de treinta y cuatro dientes.
Normalmente, en libertad no superan los cuatro o cinco años.

## Hábitat

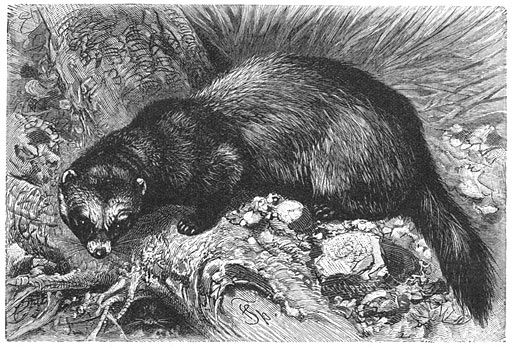
Ilustración de 1927, de Gustav Mützel para la obra de A. E. Brehm.

El turón puede vivir casi en cualquier lugar que le procure un escondrijo desde donde acechar a sus presas, incluyendo bosques, zonas de maleza, praderas, terrenos rocosos y riberas de ríos. El territorio que reclama cada animal puede llegar a los dos kilómetros cuadrados.
La distribución de esta especie en la península ibérica es muy amplia, aunque en los últimos años se ha visto expulsado de algunas zonas debido a la desertización y los incendios forestales. Se encuentra protegida en gran parte de Europa.
Sus principales enemigos son las rapaces nocturnas, las grandes serpientes como la víbora y la culebra bastarda y los carnívoros grandes como zorros y lobos.

## Identificación

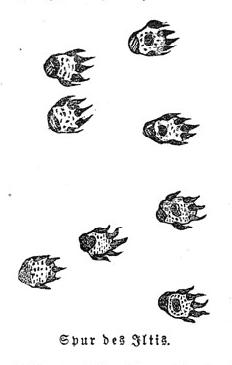
Huellas de turón.

Aunque son muy difíciles de ver, dada su capacidad para ocultarse en la maleza y el sotobosque, se pueden identificar fácilmente varios indicios de su presencia, como son las huellas, sonidos y excrementos.
Las huellas son similares a las de la marta cibelina pero de menor tamaño. Constan de cuatro o cinco dedos con la impresión de las garras no retráctiles bien desarrollada. Las huellas de las patas traseras son mayores que las de las delanteras, y ocasionalmente aparecen acompañadas de la marca dejada por la cola en el barro o la nieve.
El sonido más característico de esta especie suena parecido a un ¡que, que, que!. Chilla de forma más aguda si está asustado o enfadado, y también cuando la hembra trata de alertar a sus crías de un peligro. Su vocabulario también incluye bufidos y gruñidos de menor consideración.
Los excrementos miden de 6 a 8 cm de largo, aunque solo tienen 9 mm de grosor. El color depende de su alimentación, pero generalmente son de color negro, retorcidos y con puntas afinadas. Se depositan en puntos determinados de su territorio, generalmente al lado de su madriguera, y en ellos se pueden apreciar a veces restos de sus víctimas, como plumas, pelo, caparazones, trozos de hueso y, más raramente espinas de pescado, lo que los distingue de los de visones o nutrias.

## Alimentación
Además de pequeños mamíferos (ratas, ratones, conejos, liebres, topos, musarañas...), el turón puede capturar también aves, anfibios, reptiles y cangrejos de río. Complementa su dieta con lombrices, insectos y las larvas de estos, así como semillas y bayas. También consume huevos, aunque no rompe la cáscara de estos, sino que solo la perfora y bebe su interior a través de un pequeño agujero. Su bajo perfil y versatilidad le permite cazar en cualquier sitio, incluso bajo el agua. Localiza sus presas con facilidad gracias a su fino oído, vista aguda y sobre todo por el olfato.

## Reproducción
Los turones son animales solitarios, por lo que solo conviven con otros miembros de su especie durante la época de celo y cría. El periodo de apareamiento acontece entre febrero y abril, fecha en que los machos dejan sus hábitos nocturnos, se vuelven agresivos y pueden observarse fácilmente chillando y peleándose durante todo el día. Cuando uno de ellos resulta vencedor, se aproxima a la hembra y la somete con un mordisco en el cuello, procediendo a copular mientras lanza todo tipo de ruidos característicos.
Tras seis semanas de gestación la hembra pare de tres a doce crías que nacen casi desnudas y totalmente desvalidas en su guarida, generalmente una madriguera de conejo ampliada o un hueco en la base de un árbol. El poco pelo que tienen es completamente grisáceo y no empieza a diferenciarse hasta las tres semanas de edad. Después de la cuarta semana abren los ojos y dejan de mamar antes de la séptima. Tras ser adiestrados en la caza por su madre, los jóvenes turones se independizan a los dos o tres meses, pero no pueden reproducirse hasta después de los nueve meses, llegando a veces a tardar hasta dos años en realizar su primera cópula.

## Subespecies
Se han identificado las siguientes subespecies:
- Mustela putorius anglia (Pocock, 1936)
- Mustela putorius aureola (Barrett-Hamilton, 1904)
- Mustela putorius caledoniae (Tetley, 1939)
- Mustela putorius furo (hurón) Linnaeus, 1758
- Mustela putorius mosquensis Heptner, 1966
- Mustela putorius putorius Linnaeus, 1758
- Mustela putorius rothschildi Pocock, 1932